# Futboll Klub Kukësi
Il Futboll Klub Kukësi, meglio noto come Kukësi, è una società calcistica albanese con sede nella città di Kukës.
Nella stagione 2024-2025 milita nella Kategoria e Parë, la seconda divisione del campionato albanese.

## Storia
Il club venne fondato nel 1930. Terminata la stagione 2011-2012 in Kategoria e Parë e classificandosi come 2°, ottiene la sua prima storica promozione nella massima serie del campionato albanese. Arriva ad ottenere un altro successo in Europa League, dove arriva a giocarsi i play-off decisivi per l'accesso alla fase a gironi, venendo eliminata dalla squadra turca del Trabzonspor, venendo sconfitta sia all'andata per 2-0 che al ritorno per 3-1. Invece nella stagione 2014-2015 in Kategoria Superiore conclude il campionato come 2ª classificata. Il 22 maggio 2016 vince la sua prima Coppa d'Albania. Nella stagione 2016-2017 vince per la prima volta sia la Supercoppa d'Albania che la Kategoria Superiore.

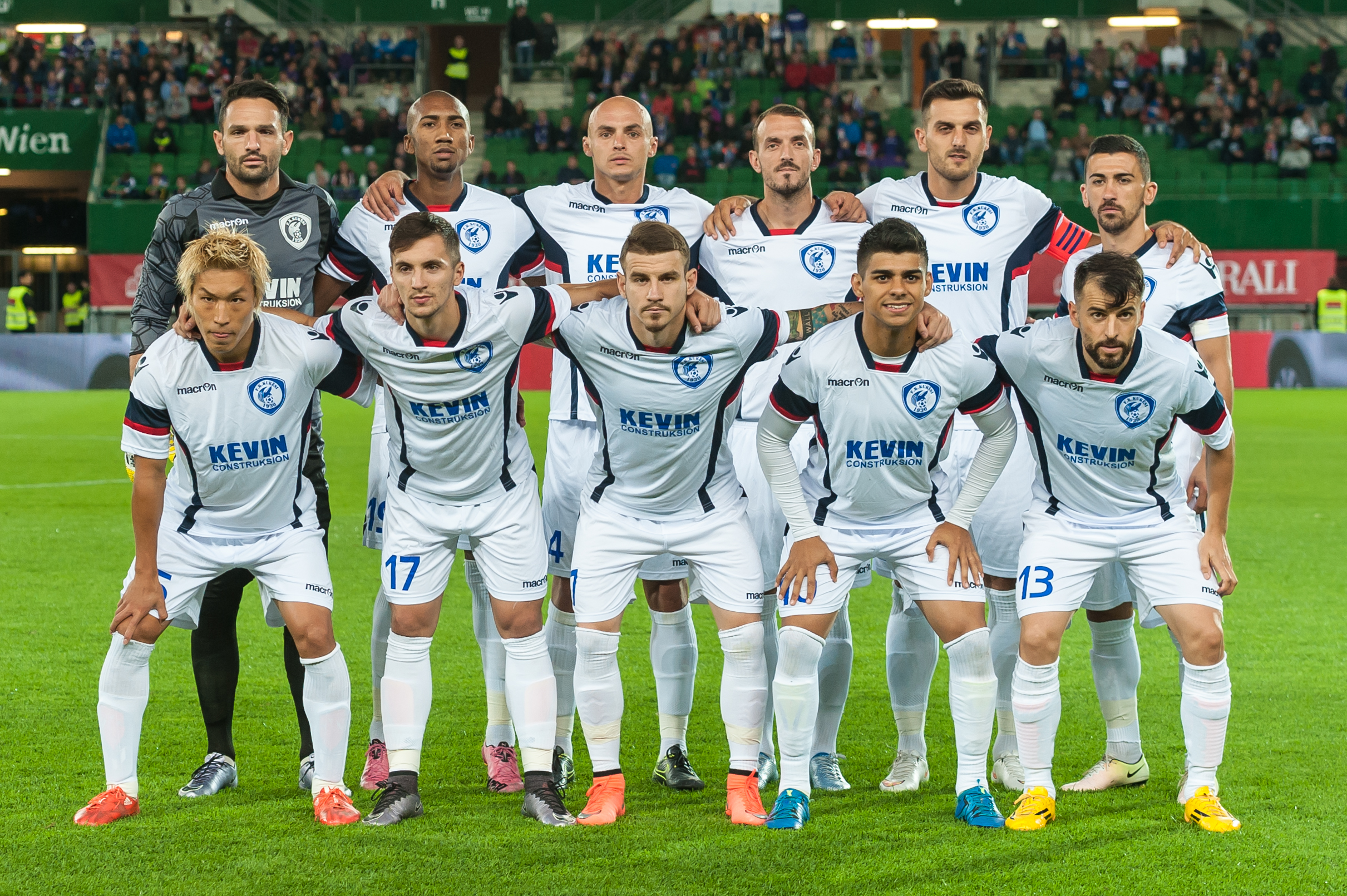
Il Kukësi in Europa League nel 2016.

## Strutture

### Stadio
Il Kukësi gioca le sue partite casalinghe allo stadio Zeqir Ymeri.

## Società

### Organigramma societario
- Safet Gjiçi - Presidente

### Sponsor
| Cronologia degli sponsor tecnici - 2012-2013 - Diadora - 2013-2014 - Legea - 2014-2015 - Adidas - 2015-oggi - Macron | Cronologia degli sponsor ufficiali - 2012-oggi - Kevin Konstruksion |

## Allenatori e presidenti
| Allenatori - 2012-2013 Armando Çungu - 2013-2014 Naci Şensoy - 2014 Sulejman Starova - 2014 Agim Canaj - 2014 Shkëlqim Muça - 2014-2015 Artim Šakiri - 2015 Miodrag Radanović - 2015 Marcello Troisi - 2015-2016 Klodian Duro - 2016 Hasan Lika - 2016-2017 Ernest Gjoka - 2017 Mladen Milinković - 2018 Peter Pacult - 2018-2019 Armando Çungu - 2019 Ramadan Ndreu - 2019 Ernest Gjoka - 2019-2020 Shpëtim Duro - 2020 Orges Shehi - 2020 Skënder Gega - 2020-2021 Rrahman Hallaçi - 2021 Mirel Josa - 2021-oggi Diego Longo | Presidenti - 2014-oggi Safet Gjiçi |

## Calciatori

### Capitani
- Rrahman Hallaçi (2014-2016)
- Renato Malota (2016)
- Rrahman Hallaçi (2016-2017)
- Ylli Shameti (2017-2019)
- Gjelbrim Taipi (2021-oggi)

## Palmarès

### Competizioni nazionali
- Campionato albanese: 1

2016-2017
- Coppa d'Albania: 2

2015-2016, 2018-2019
- Supercoppa d'Albania: 1

2016
- Seconda divisione albanese: 3

1976-1977, 1981-1982, 2010-2011
- Kategoria e Dytë: 2

1966-1967, 1981-1982

### Altri piazzamenti
- Campionato albanese:

Secondo posto: 2012-2013, 2013-2014, 2014-2015, 2017-2018, 2018-2019, 2019-2020
Terzo posto: 2015-2016
- Coppa d'Albania:

Finalista: 2013-2014, 2014-2015
Semifinalista: 2012-2013, 2017-2018, 2019-2020
- Supercoppa d'Albania:

Finalista: 2017, 2019

## Statistiche e record

### Partecipazione ai campionati
| Livello | Categoria           | Partecipazioni | Debutto   | Ultima stagione | Totale |
| ------- | ------------------- | -------------- | --------- | --------------- | ------ |
| 1º      | Kategoria e Parë    | 0              | -         | -               | 10     |
| 1º      | Kategoria Superiore | 10             | 2012-2013 | 2021-2022       | 10     |
| 2º      | Kategoria e Dytë    | ?              | -         | -               | 1      |
| 2º      | Kategoria e Parë    | 1              | 2011-2012 | 2011-2012       | 1      |
| 3º      | Kategoria e Tretë   | ?              | -         | -               | ?      |
| 3º      | Kategoria e Dytë    | ?              | -         | -               | ?      |

### Statistiche individuali
| Record di presenze - 272 Besar Musolli (2012-2020) - 215 Rrahman Hallaçi (2012-2017) - 186 Ylli Shameti (2013-2019) - 160 Renato Malota (2012-2016) - 124 Valon Etemi (2017-2021) - 109 Yll Hoxha (2012-2015) - 103 Argent Halili (2012-2015) | Record di reti - 68 Pero Pejić (2014-2015, 2016-2017) - 32 Sindrit Guri (2016-2018) - 22 Lazar Popović (2012-2014) - 22 Sokol Çikalleshi (2014-2015) - 17 Valon Etemi (2017-2021) - 12 Elis Bakaj (2017-2018) |

## Organico

### Rosa 2021-2022
Aggiornata al 7 settembre 2021.
| N. |                       | Ruolo | Calciatore                |
| -- | --------------------- | ----- | ------------------------- |
| 1  | Albania (bandiera)    | P     | Angelo Tafas              |
| 2  | Albania (bandiera)    | D     | Redon Dragoshi            |
| 4  | Albania (bandiera)    | D     | Bruno Lulaj               |
| 6  | Albania (bandiera)    | A     | Ergys Peposhi             |
| 7  | Kosovo (bandiera)     | C     | Gjelbrim Taipi (capitano) |
| 8  | Kosovo (bandiera)     | C     | Shqiprim Taipi            |
| 10 | Croazia (bandiera)    | A     | Edi Baša                  |
| 11 | Austria (bandiera)    | C     | Albin Gashi               |
| 12 | Albania (bandiera)    | P     | Dashamir Xhika            |
| 16 | Albania (bandiera)    | D     | Edison Ndreca             |
| 17 | Albania (bandiera)    | D     | Irvi Bylyku               |
| 18 | Albania (bandiera)    | A     | Zenel Gavazaj             |
| 19 | Montenegro (bandiera) | A     | Alija Krnić               |
| 20 | Serbia (bandiera)     | C     | Luka Milunović            |
| 21 | Albania (bandiera)    | D     | Donald Rapo               |

| N. |                     | Ruolo | Calciatore       |
| -- | ------------------- | ----- | ---------------- |
| 24 | Albania (bandiera)  | C     | Herdi Balla      |
| 27 | Albania (bandiera)  | C     | Ardit Hila       |
| 30 | Albania (bandiera)  | C     | Eogen Sula       |
| 77 | Albania (bandiera)  | D     | Altin Bytyçi     |
| 99 | Albania (bandiera)  | A     | Klejdi Daci      |
|    | Albania (bandiera)  | D     | Kristi Marku     |
|    | Albania (bandiera)  | D     | Kristi Karaj     |
|    | Albania (bandiera)  | C     | Xheron Osma      |
|    | Albania (bandiera)  | C     | Jurgen Dushkaj   |
|    | Albania (bandiera)  | C     | Xhoi Hajdëraj    |
|    | Kosovo (bandiera)   | C     | Kreshnik Bahtiri |
|    | Spagna (bandiera)   | C     | Pablo De Lucas   |
|    | Brasile (bandiera)  | A     | Vitor Feijão     |
|    | Albania (bandiera)  | A     | Fluturim Domi    |
|    | Moldavia (bandiera) | A     | Artiom Puntus    |

### Staff tecnico
- Allenatore:  Diego Longo
- Vice-Allenatore:  Rrahman Hallaçi
- Team Manager: ?
- Preparatore dei portieri: ?
- Preparatore atletico: ?
- Medico sociale: ?